# زالتسكوتن
زالتسكتن (بالألمانية: Salzkotten) هي بلدة ألمانية تقع في ألمانيا في بادربورن. يقدر عدد سكانها بـ 24,908 نسمة .

## المدن التوأمة
مدن بيليفيل، بورسو، زيفيلد (تيرول) و Bystřice pod Hostýnem هي مدن توأمة لـزالتسكتن.